# Casa Fornells (Manresa)
La Casa Fornells és una obra del municipi de Manresa (Bages) protegida com a bé cultural d'interès local.

## Descripció
Edifici de planta baixa i quatre pisos, amb planta en forma de trapezi, simètrica. Solució en cantonada de les façanes, amb tribuna als dos primers pisos i balcons als superiors, rematat amb capcer escalonat. Les façanes laterals, simètriques respecte a la bisectriu, amb balcons a totes les obertures, emmarcades amb pedra de fil i llindes ornamentades amb discrets motius florals. Impostes motllurades marcant els forjats i llosanes dels balcons també motllurades. Remat superior amb barana d'obra i de ferro, simulant merlets.